# José Manuel Lara García
José Manuel Lara García (Barcelona, 1976), III Marquès del Pedroso de Lara és un empresari espanyol, conseller delegat del Grupo Planeta entre 2015 i 2018. És fill de l'empresari i editor José Manuel Lara Bosch.
José Manuel Lara García és llicenciat en Ciències Polítiques per la Universitat de Barcelona, MBA per la Columbia Business School i ha realitzat un postgrau en Estadística a la London School of Economics.
Al món empresarial ha treballat en diverses companyies. Destaquen Mercapital, Inversiones Hemisferio, empresa dedicada a inversions en el sector immobiliari i financier. A aquesta editorial ha desenvolupat càrrecs directius como ara la direcció financiera, la direcció general amb responsabilitats en la internacionalització de l'empresa. El 2015 s'anuncia el seu nomenament com a conseller delegat de Grupo Planeta i conseller de Banc Sabadell. El 2018 va deixar aquests càrrecs.